# 氟磺酸氙(II)
氟磺酸氙(II)是氙的氟磺酸盐，化学式 Xe(SO3F)2。

## 制备
类似氟磺酸氟化氙，氟磺酸氙(II)可以通过二氟化氙和氟磺酸反应而成。
{\displaystyle {\ce {XeF2 + 2 HSO3F -> Xe(SO3F)2 + 2 HF}}}

## 性质
氟磺酸氙(II)是单斜晶系的，空间群 P21/n (No. 14)，晶格参数 a = 6.706 Å、b = 13.237 Å、c = 7.769 Å 和 β =96.5°。